# Stonewall (film, 2015)
Pour les articles homonymes, voir Stonewall.
Pour plus de détails, voir Fiche technique et Distribution.
Stonewall est un drame américain produit et réalisé par Roland Emmerich, sorti en 2015.

## Synopsis
En 1969 à New York, Danny Winters découvre le milieu LGBT, en participant à la révolution homosexuelle contre l'homophobie d'État des États-Unis, et notamment en participant aux émeutes de Stonewall durant les 27, 28 et 29 juin 1969.

## Fiche technique
Sauf indication contraire, les informations mentionnées dans cette section peuvent être confirmées par la base de données cinématographiques IMDb,  présente dans la section « Liens externes ».
- Titre original : Stonewall
- Réalisation : Roland Emmerich
- Scénario : Jon Robin Baitz
- Direction artistique : Michele Laliberte
- Décors : Vincent Gingras-Liberali
- Costumes : Simonetta Mariano
- Photographie : Markus Förderer
- Montage : Dominique Fortin
- Musique : Rob Simonsen
- Production : Roland Emmerich, Michael Fossat, Marc Frydman et Carsten H.W. Lorenz
- Sociétés de production : Centropolis Entertainment
- Société de distribution : Roadside Attractions
- Pays d’origine :  États-Unis
- Langue originale : anglais
- Budget : 14 millions de dollars[1]
- Format : couleur - 2,35:1 - son Dolby numérique
- Genre : drame et historique
- Durée : 129 minutes
- Dates de sortie :
  - Canada : 18 septembre 2015 (Festival international du film de Toronto 2015)
  - États-Unis : 25 septembre 2015
  - France : 3 octobre 2019 en VOD

## Distribution
- Jeremy Irvine (VFB : Alexandre Crépet) : Danny Winters
- Jonny Beauchamp : Ray/Ramona
- Jonathan Rhys Meyers (VFB : Franck Dacquin) : Trevor
- Ron Perlman (VFB : Martin Spinhayer) : Ed Murphy
- Joey King	: Phoebe Winters
- Caleb Landry Jones : « Annie »
- Ben Sullivan : Paul Silence
- Atticus Dean Mitchell : Matt
- Vlad Alexis : Queen Conga
- Otoja Abit (VFB : Antoni Lo Presti) : Marsha P. Johnson
- Matt Craven : le chef de la police Seymour Pine
- Philippe Hartmann : Jack
- Richard Jutras (VFB : Franck Dacquin) : Queen Pillule

## Production

### Tournage
Le photographe Markus Förderer commence le 3 juin 2014 à Montréal. Le réalisateur Roland Emmerich songe à tourner à New York, mais change de lieu en raison du prix onéreux.